# Lepidodendron
Lepidodendron é um gênero extinto de plantas licopodiófitas (Lycopodiophyta) que viveu em florestas úmidas e pântanos no período carbonífero entre 360 a 300 milhões de anos atrás. Esse gênero podia crescer até seus 50 metros de altura e 2 metros de diâmetro. Esse gênero não tinha um tronco lenhoso, e a casca era coberta por folhas com formato de diamante que posteriormente caiam e formavam estas marcas no caule que se assemelhavam a escamas, tinham raízes rasas que ficavam fora do solo.

## Morfologia
Lepidodendron tinha troncos altos e grossos que raramente se ramificavam e eram cobertos por ramos bifurcados com cachos de folhas. Essas folhas eram longas e estreitas dispostas em espiral. As cicatrizes deixadas pelas folhas quando caiam ficavam em forma de diamante. Esta planta fornece alguns dos fósseis mais interessantes e comuns em Depósitos de carvão do carbonífero. Esses fósseis se parecem muito com marcas de pneus ou peles de crocodilos.

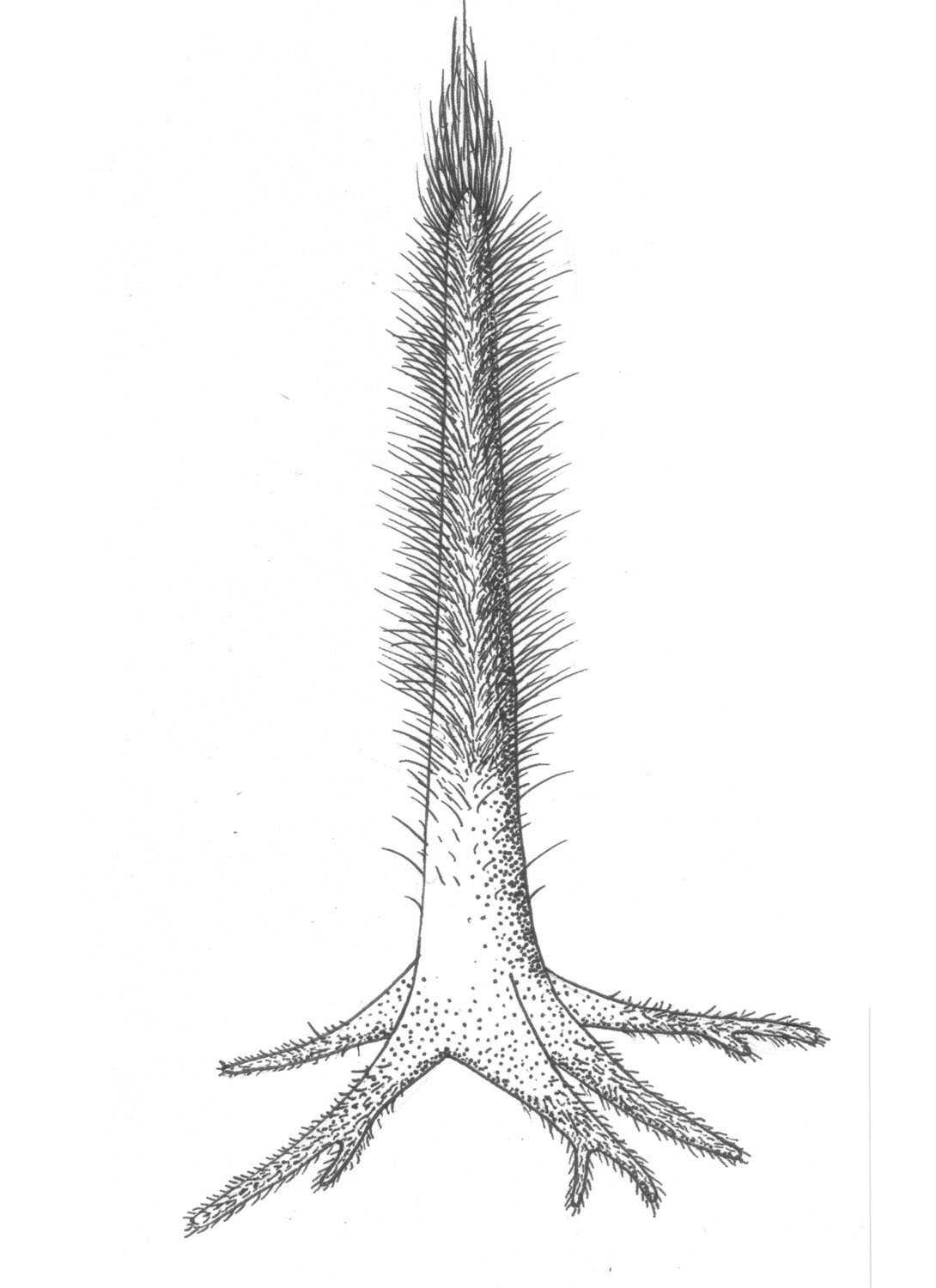
Reconstrução de uma lepidodendron juvenil

As cicatrizes, ou almofadas foliares, eram compostas de tecido fotossintético verde, e sendo pontilhado por pequenos poros através dos quais o dióxido de carbono do ar se difunde na planta. Da mesma maneira, os troncos da Lepidodendron poderiam ser verdes ao contrário de tronco de árvores modernas.No geral, o gênero não tem árvores muito lenhosas. Pois a maior parte do interior do tronco e caules era composta por um meristema cortical esponjoso. Por causa disso, a integridade estrutural da planta dependia da espessa camada externa. As raízes para fora do solo estavam ancoradas em seu substrato turfoso por raízes bastante peculiares. Originalmente descritas como uma espécie separada, as raízes desse gênero ainda mantêm o nome da espécie. Os paleobotânicos referem-se a eles como “stigmaria” e eram diferentes da maioria das raízes que encontramos hoje. Os estigmas eram estruturas grandes, semelhantes a membros, que se ramificavam dicotomicamente no solo. Cada ramo principal estava coberto de pequenos pontos que também estavam dispostos em fileiras de espirais ascendentes. Em cada local, uma radícula teria crescido, provavelmente em parceria com fungos micorrízicos em busca de água e nutrientes.

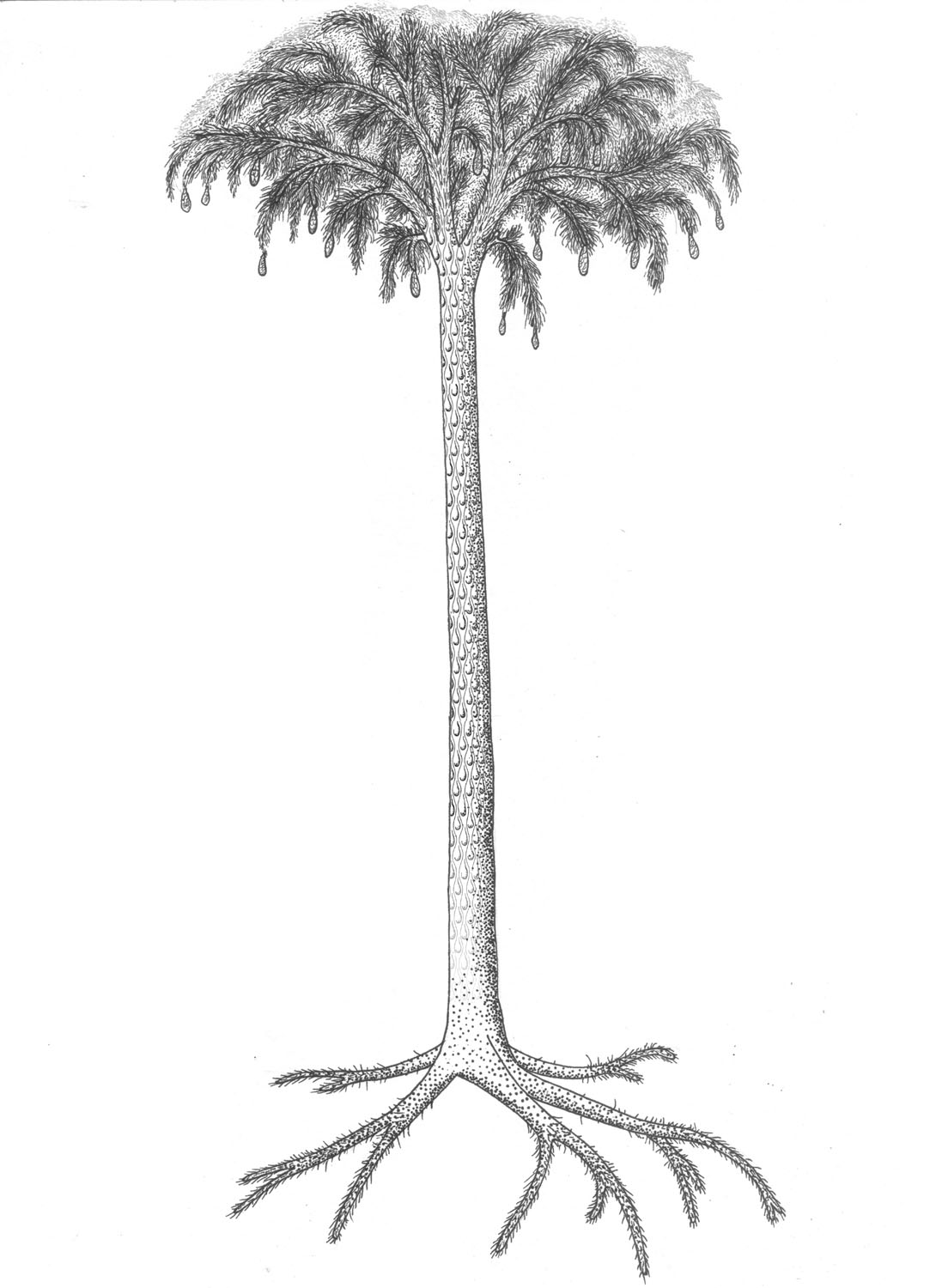
Reconstrução de uma lepidodendron adulta

## Etimologia
A palavra "lepidodendron" tem origem no grego "lepis" (escama) e "dendron" (árvore), indicando a característica das folhas em forma de escamas dessa planta fóssil.

Lepidodendron em comparação à um humano